# Белл, Энди
Эндрю Айвэн «Энди» Белл (англ. Andrew Ivan "Andy" Bell, род. 25 апреля 1964) — британский музыкант, вокалист английского синтипоп-дуэта Erasure. Начиная с 2005 года также строит собственную сольную карьеру (альбомы «Non-Stop» и «Electric Blue»).

## Ранние годы
Энди Белл родом из района Dogsthorpe в Питерборо. Его семья до сих пор живёт в городе и прилегающих районах, таких как Market Deeping. Родители Энди Белла познакомились в автобусе в Питерборо и поженились очень молодыми: в момент рождения Энди, 25 апреля 1964 года, матери было 17 лет, а его отцу — 19 лет. Энди стал старшим из шести детей — у него четыре сестры и один брат. Несколько лет своего детства и юности Энди был алтарником в церкви. Там он научился основам пения и контролю дыхания.
В 1983 году, в возрасте 19 лет, Энди покинул свой родной город Питерборо и переехал в Лондон, где жил, подрабатывая в различных местах неквалифицированным работником (готовил бутерброды), со своей подругой Марион. Однако он не мог скрывать интерес к молодым людям. Визит в гей-клуб, предпринятый вместе с Марион, определил их отношения и привел Энди Белла к образу жизни открытого гомосексуала. В последующие два года Энди Белл оказался практически бездомным, он временно жил по очереди у разных друзей.

## Карьера
Работая упаковщиком на мясокомбинате, Энди Белл не оставлял надежды посвятить свою жизнь музыке. В 1984 году он ответил на объявление в местном музыкальном журнале, в котором было сказано, что требуется певец. Он присоединился к группе под названием «The Void», которую оставил довольно быстро, к нему присоединился басист Питер Коуп, с которым он сформировал дуэт, названный «Baume», потом дуэт был переименован в «Dinger». Под названием «Dinger» были записаны некоторые песни, и был опубликован альбом «Air of Mystery» тиражом в сто экземпляров. Тем не менее, в отсутствие публики, звукозаписывающей компании и запланированных концертов Энди стало скучно, и он начинает искать другую группу.
В 1985 Бэллу попалась на глаза анонимная реклама в Melody Maker, и он, сам того не зная, оказался на кастинге у Винса Кларка, который искал нового певца. Бэлл был тридцать шестым кандидатом из опрошенных в апреле 1985 года, и в итоге он был выбран Кларком в качестве певца для группы, у которой ещё даже не было названия. После нескольких месяцев колебаний, Mute Records выделяет студию и средства для того, чтобы записать первый альбом. Летом 1985 года имя для группы было найдено — Erasure, и осенью 1985 года был записан альбом «Wonderland». В течение этого года Энди Белл также встретился с Полом Хики, который стал его спутником жизни (а также и его персональным менеджером) на последующие 20 лет.
Несмотря на хорошие отзывы за рубежом, в том числе — во Франции, где песня «Oh l’Amour» пользовалась большим успехом, в конце лета 1986 года, Erasure ещё не нашёл свою аудиторию в Англии. Потребовался целый год интенсивных гастролей на маленьких сценах, клубах и в некоторых британских университетах, чтобы, наконец, найти признание в Великобритании с синглом Sometimes в октябре 1986 года. Таким образом открылся золотой век коммерческого успеха для Erasure, в частности, с 1986 по 1995 год. Несмотря на то, что музыкант Винс Кларк был гетеросексуалом, он проявил большое понимание и позволил певцу Энди Беллу полную свободу действий для демонстрации на концертах того, что Белл — открытый гей, будь то намеренно провокационные сценические костюмы, многие из которых были откровенно трансвестистскими, или же путём самовыражения через танцевальные движения. Впоследствии дуэт продал более 20 миллионов альбомов по всему миру.
К 1989 году, когда участники Erasure связаны друг с другом уже три года, Энди Белл становится миллионером, что позволило ему купить виллу на Майорке, Испания, где с тех пор он проживает часть года. Его главная резиденция находится в Англии. В процессе работы в Erasure Энди показал себя в нескольких сольных проектах, среди которых стоит отметить его участие в 1991 году в рок-опере на музыку Питера Хэммилла «The Fall of the House of Usher» («Падение дома Ашеров»), в котором Энди Белл воплотил образ Монтрезора, одного из главных героев этой пьесы, постановка была непосредственно адаптирована к новым фэнтези Эдгара Аллана По.
В рейтинге 100 самых богатых рок-артистов Великобритании, опубликованном в августе 1998 года, британский ежемесячный музыкальный журнал «Q» показал, что вокалист Энди Белл занимает 58-е место (вместе с Питером Гэбриэлем, Pet Shop Boys и Энди Флетчер из Depeche Mode), при этом состояние Белла оценивалось в 10 миллионов фунтов стерлингов.
В начале 2000 года карьера Erasure оказывается в кризисе из-за коммерческого провала альбома «Loveboat» (2000). Энди Белл отходит от своей музыкальной деятельности и, после встречи с терапевтом, начинает практиковать рейки. Затем он планирует сольный альбом каверов, но не может найти музыканта, который бы ему подошёл. Тогда он просит Винса Кларка сотрудничать с ним в том, что, в конечном счете, станет альбомом Erasure «Other People’s Songs», который появился в конце января 2003 года и пользовался некоторым успехом, попав на 17 позицию в рейтингах продаж в Германии и Великобритании. Это позволило Erasure вернуться из тени британской сцены, где они находились после 1997 года. В поддержку альбома было проведено крупное европейское турне.
14 декабря 2004 года Энди Белл раскрывает общественности в прессе свой ВИЧ-статус, о котором он молчал, в то время как диагноз был поставлен в 1998 году. Вскоре после этого он порвал со своим давним компаньоном, Полом Хики, через двадцать лет после начала их отношений.
В январе 2005 года вышел альбом Erasure «Nightbird», который имел относительный успех — занимает 22-е место по рейтингам Германии и 27-е в Великобритании, — этого было достаточно, чтобы провести турне в Великобритании, Ирландии, Германии и в Дании, длившееся несколько месяцев.
Энди ждал до октября 2005 года, когда он отметил свою 20-летнюю карьеру в качестве вокалиста Erasure, чтобы реализовать давнюю мечту: выпустить сольный альбом. Альбом написан в стиле электро-поп в соавторстве с Manhattan Clique, и назван «Electric Blue»; он появился на лейбле Sanctuary Records (Sony Music). Ему предшествовал сингл «Crazy». Claudia Brücken (экс-Propaganda) одолжила свой голос — два трека исполнены дуэтом с певицей, а ещё в одном из треков спел Джейк Ширз («Scissor Sisters»).
2006 год был отмечен временным отказом от электроники по случаю выхода альбома «Union Street» и акустического тура Erasure.
В мае 2007 года вышел новый альбом Erasure «Light at the End of the World», имевший переменный успех (№ 27 в продаже в Великобритании и № 42 — в Германии). Однако, благодаря прежним успехам группы, за ним все же следует триумфальное турне.
После двух лет подготовки Энди Белл выпустил свой второй сольный альбом «Non-STOP» 7 июня 2010 года. Альбом имел ярко выраженный танцевальный характер. По его собственным словам, Энди Белл хотел продолжить сольную карьеру наряду с его ролью в качестве солиста Erasure.
В июне 2011 года, параллельно с туром Erasure, Энди Белл принял участие в реалити-шоу «Popstar to Operastar» на британском канале ITV, где он был одним из восьми кандидатов. Он участвовал в соревнованиях с такими певцами, как Мидж Юр, Мелоди Торнтон из «Pussycat Dolls», Джо Уошборн из «Toploader», Шерил Бейкер из «Bucks Fizz», Джо Макэлдерри, Jocelyn Brown и Claire Richards. Это закончилось после четвёртой недели участия: в воскресенье, 26 июня 2011 года, жюри обвинило его в том, что он забыл некоторые тексты песен и недостаточно подготовлен. К его чести, он был тогда занят в туре группы Erasure.
13-й студийный альбом Erasure, «Tomorrow’s World», выпущенный 3 октября 2011 года, сопровождался международным турне в течение лета и осени 2011 года.
11 апреля 2012, Энди Белл потерял своего менеджера и бывшего партнера Пола Хики, который скончался в возрасте 62 лет от осложнений после инсульта, случившегося в 2000 году.

## Дискография (с 1985)
- Wonderland (1986)
- The Circus (1987)
- The Innocents (1988)
- Wild ! (1989)
- Chorus (1991)
- I Say I Say I Say (1994)
- Erasure (1995)
- Cowboy (1997)
- Loveboat (2000)
- Other People's Songs (2003)
- Nightbird (2005)
- Light at the End of the World (2007)
- Tomorrow's World (2011)
- Snow Globe  (2013)
- The Violet Flame (2014)

## Сольные альбомы (с 2005)
- Electric Blue (2005)
- Non-Stop (2010)
- Ten Crowns (2025)

## Фильмография
В 1998 году снялся в романтической комедии «Продавцы Венеры» («Merchants of Venus») в эпизодической роли порнорежиссёра.